# Mimosa disperma
Mimosa disperma é uma espécie vegetal da família Fabaceae.
Apenas pode ser encontrada no Equador.
Os seus habitats naturais são: florestas secas tropicais ou subtropicais .